# Petra Stiasny
Petra Stiasny (Wädenswil, 10 september 2001) is een Zwitsers wielrenster.

## Carrière
In 2021 maakte Stiasny de overstap naar Cogeas-Mettler. Haar debuut voor de ploeg maakte ze in de Amstel Gold Race, die ze niet uitreed. Later dat jaar werd ze onder meer negentiende in de Grote Prijs van de stad Eibar en zevende in het nationale kampioenschap op de weg. In haar tweede seizoen bij de ploeg, dat inmiddels de stap naar de World Tour had gemaakt, startte ze in zowel de Ronde van Italië, als die van Frankrijk en die van Spanje. In de Tour kwam ze in de openingsrit buiten de tijdslimiet over de finish, waardoor haar deelname beperkt bleef tot één dag.
Na twee seizoenen in Zwitserse dienst maakte Stiasny in 2023 de overstap naar Fenix-Deceuninck. Namens een Zwitserse nationale selectie eindigde ze die zomer op de vijfde plek in de door Shirin van Anrooij gewonnen Ronde van de Toekomst. In 2025 keerde ze terug bij Roland. In april van dat jaar won ze de Grote Prijs Boquerón, een klimtijdrit in Guatemala. Later dat jaar werd ze onder meer zevende in de Grote Prijs van Chambéry en vierde in de Alpes Grésivaudan Classic.

## Palmares

### Overwinningen
2025
Grote Prijs Boquerón

### Resultaten in voornaamste wedstrijden
| Jaar | Ronde van Italië | Ronde van Frankrijk | Ronde van Spanje |
| ---- | ---------------- | ------------------- | ---------------- |
| 2021 |                  |                     |                  |
| 2022 | 22e              | buiten tijd         | opgave           |
| 2023 | 23e              |                     |                  |
| 2024 |                  |                     | 51e              |
| 2025 | 18e              | 53e                 |                  |

| Jaar | Amstel Gold Race | Luik-Bast.‑Luik |
| ---- | ---------------- | --------------- |
| 2021 | opgave           | opgave          |
| 2022 | opgave           | buit.tijd       |
| 2023 |                  | 94e             |
| 2024 |                  |                 |
| 2025 |                  | 43e             |

## Ploegen
- 2021 –  Cogeas-Mettler Pro Cycling Team
- 2022 –  Roland Cogeas Edeweiss Squad
- 2023 –  Fenix-Deceuninck
- 2024 –  Fenix-Deceuninck
- 2025 –  Roland Le Dévoluy[a]

Alvarado · Cant · Couzens · de Baat · De Wilde · Kastelijn · Kuijpers · Martins · Marturano · Pieterse · Schrempf · Schweinberger · Stiasny · Truyen · Van de Velde · van der Heijden · van Zuthem · Worst · Wright
Alvarado · Cant · Couzens · De Wilde · Kastelijn · Kuijpers · Marturano · Perkins · Pieterse · Rooijakkers · Schrempf · Schweinberger · Stiasny · Truyen · van Alphen · van der Heijden · van Zuthem · Worst · Wright
Christofórou · Coston · Dronova-Balabolina · Giuliani · Griffin · Pirrone · Ruffilli · Rysz · Stiasny · Swinkels · Vettorello